# Гарбузов (село)
Гарбузов (укр. Гарбузів) — село в Зборовской городской общине Тернопольского района Тернопольской области Украины.
Код КОАТУУ — 6122682201. Население по переписи 2001 года составляло 303 человека.
До 2020 года входило в Зборовский район.

## Географическое положение
Село Гарбузов находится на берегу реки Серет Правый,
выше по течению на расстоянии в 2,5 км расположено село Перепельники,
ниже по течению на расстоянии в 1 км расположено село Манаев.

## История
- 1483 год — дата основания.

## Объекты социальной сферы
- Школа I ст.
- Клуб.

## Достопримечательности
- Братская могила советских воинов.